# كيدز باور
كيدز باور شو هو برنامج ترفيهي تعليمي للإطفال عرض على شاشة المؤسسة اللبنانية للإرسال

## نبذة عن البرنامج
بدأ عرضه في الثاني من سبتمبر عام 2003 على شاشة ال بي سي يتضمن أفكار وفقرات منوعة تطرح في البرنامج تعلم الأولاد كيفية صناعة الحبال والحرف اليدوية والرسم على الوجه والرقص والطبخ والسحر إضافة إلى جديد الاغنيات بثلاث لغات العربية الأنجليزية الفرنسية والاسطوانات كما يقدم مسابقات للأطفال يحصلون فيها على جوائز توقف عرضه في العام 2010 لينتقل فريق العمل بعدها لشاشة إم تي في اللبنانية ليقدموا برنامج «ميني ستديو» 

## أشهر الشخصيات
- كيكيه
- بوبيه سمر
- ديانا
- بابوف وماموف
- يمنى